# 바르셀로나도
바르셀로나 주(카탈루냐어·스페인어: Barcelona)는 스페인 동부에 위치한 카탈루냐 지방의 주로, 주도는 바르셀로나이다. 바르셀로나 주는 타라고나 주와 예이다 주, 지로나 주와 경계를 맞대고 있으며 지중해와 인접해 있다. 인구는 5,507,813명(2010년 기준)이며 면적은 7,733 km2이다.